# Dýrð í dauðaþögn
Dýrð í dauðaþögn is het debuutalbum van de IJslandse singer-songwriter Ásgeir. Het album werd in de zomer van 2012 in enkele maanden opgenomen en kwam op 11 september 2012 uit. De meeste originele IJslandse liedteksten zijn geschreven door zijn vader, Einar Georg Einarsson.
Het album bereikte de nummer 1-positie in IJsland, waar het drievoudig platina gecertificeerd werd, en eindigde op de vierendertigste plaats in Denemarken. Dýrð í dauðaþögn werd het bestverkochte debuutalbum ooit in IJsland. Een op de tien bewoners zou het album in bezit hebben.
Naast dat het album werd genomineerd voor de prijs voor het beste album van het jaar tijdens de Nordic Music Prize 2012, werd Dýrð í dauðaþögn door de Icelandic Music Awards uitgeroepen tot beste album van het jaar en ontving het tevens een Kraumur Award.
Door het succes werd het album door de Amerikaanse muzikant John Grant naar het Engels vertaald. In the Silence, zoals de titel van deze uitgave luidt, werd eerst online op 28 oktober 2013 uitgebracht en op 27 januari 2014 volgde de fysieke uitgave. Het bevat dezelfde tracklist als de IJslandse versie. In zowel Nederland als België kwam In the Silence in de hitlijsten terecht, als ook in Australië, Frankrijk en het Verenigd Koninkrijk.
Ter promotie van het album verschenen er vijf singles, te weten 'Sumargestur', 'Leyndarmál', 'Dýrð í dauðaþögn', 'Nýfallið regn' en 'Hærra'.

## Tracklist

### Dýrð í dauðaþögn
1. Hærra
2. Dýrð í dauðaþögn
3. Sumargestur
4. Leyndarmál
5. Hljóða nótt
6. Nýfallið regn
7. Heimförin
8. Að grafa sig í fönn
9. Samhljómur
10. Þennan dag

### In the Silence
1. Higher (Hærra)
2. In the Silence (Dýrð í dauðaþögn)
3. Summer Guest (Sumargestur)
4. King and Cross (Leyndarmál)
5. Was There Nothing? (Hljóða nótt)
6. Torrent (Nýfallið regn)
7. Going Home (Heimförin)
8. Head in the Snow (Að grafa sig í fönn)
9. In Harmony (Samhljómur)
10. On That Day (Þennan dag)